# Gastronomía de la provincia de León

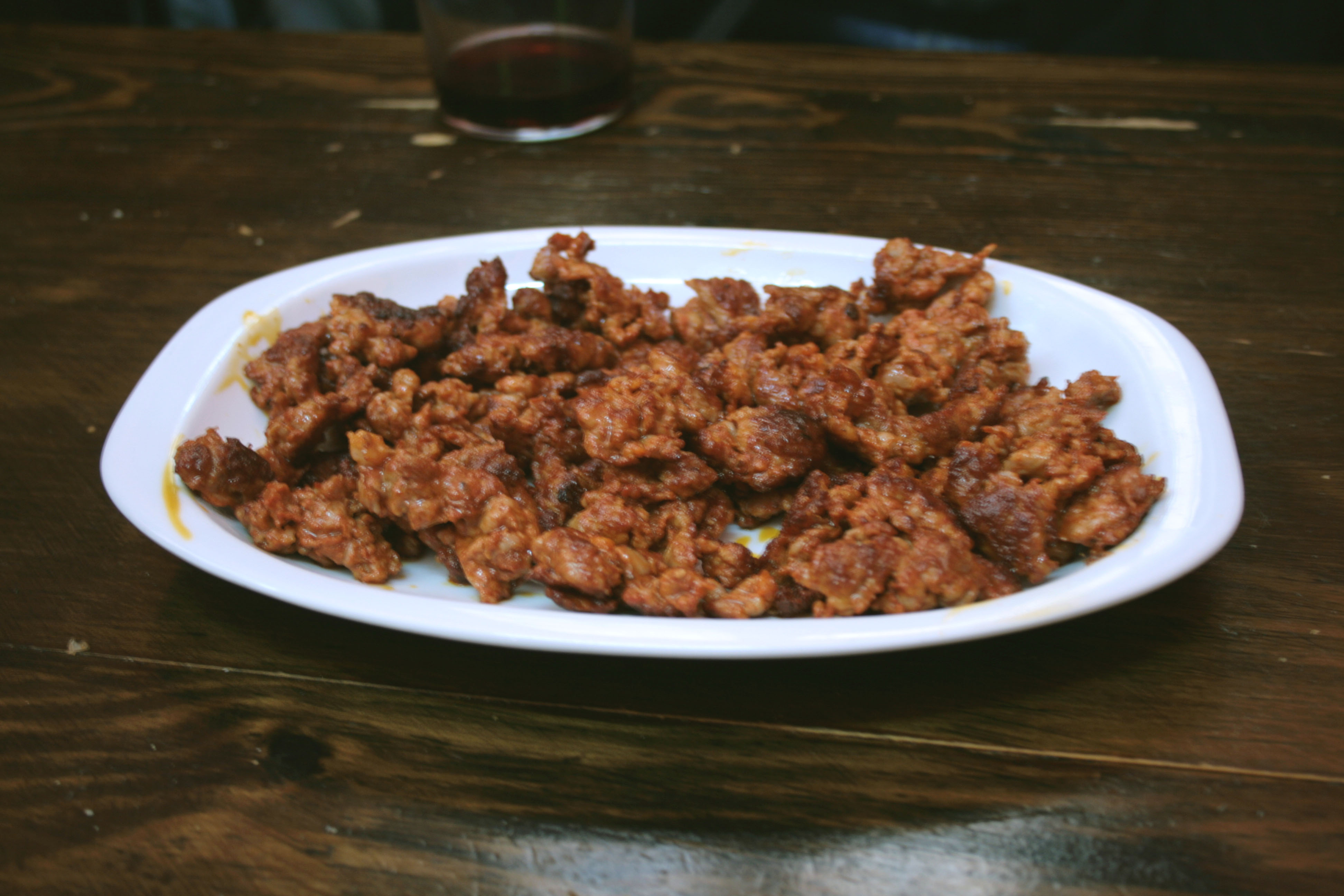
El picadillo de chorizo (jigote de chorizo) es una de las delicias del barrio húmedo de León.

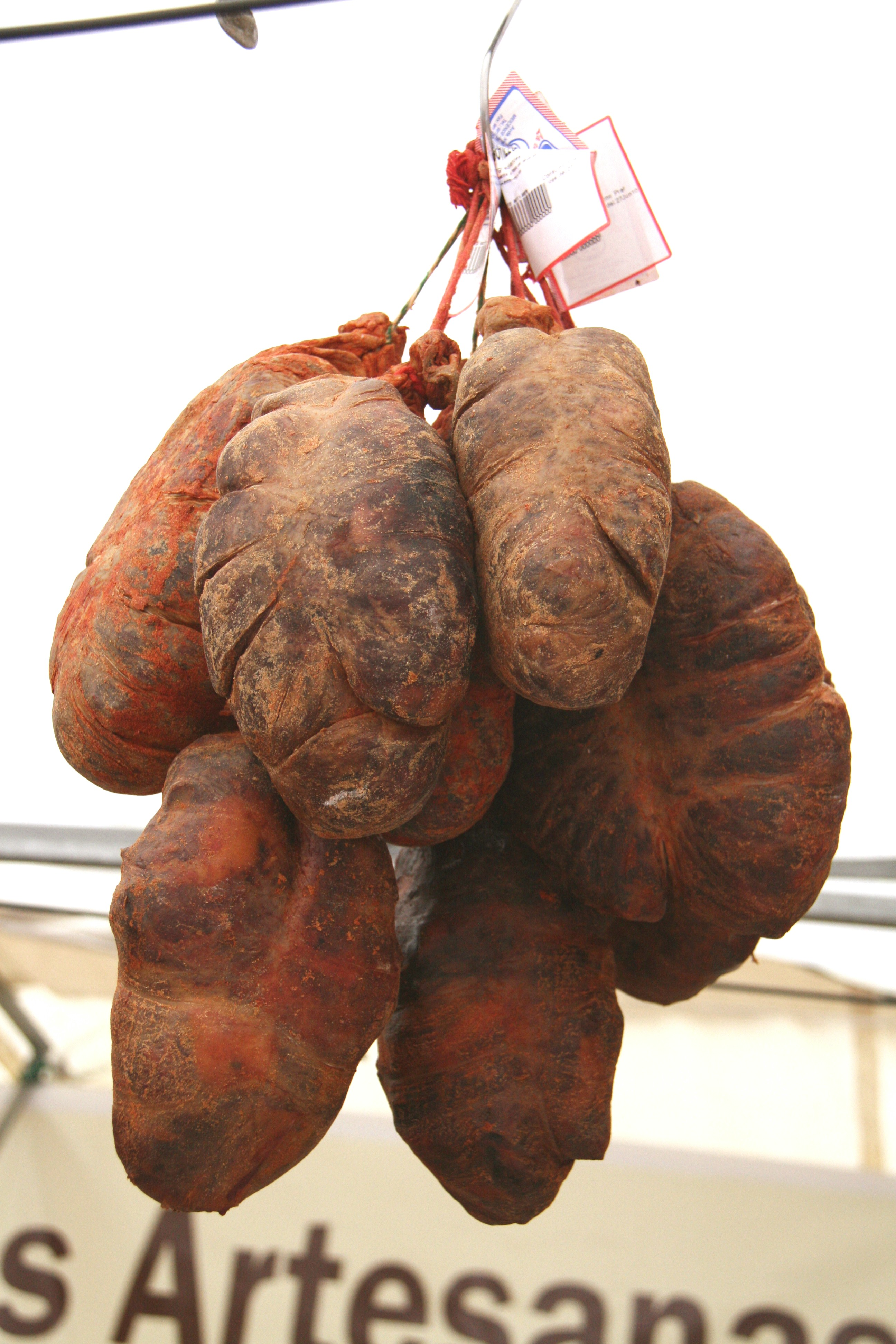
Producto del Bierzo: el botillo (o androlla).

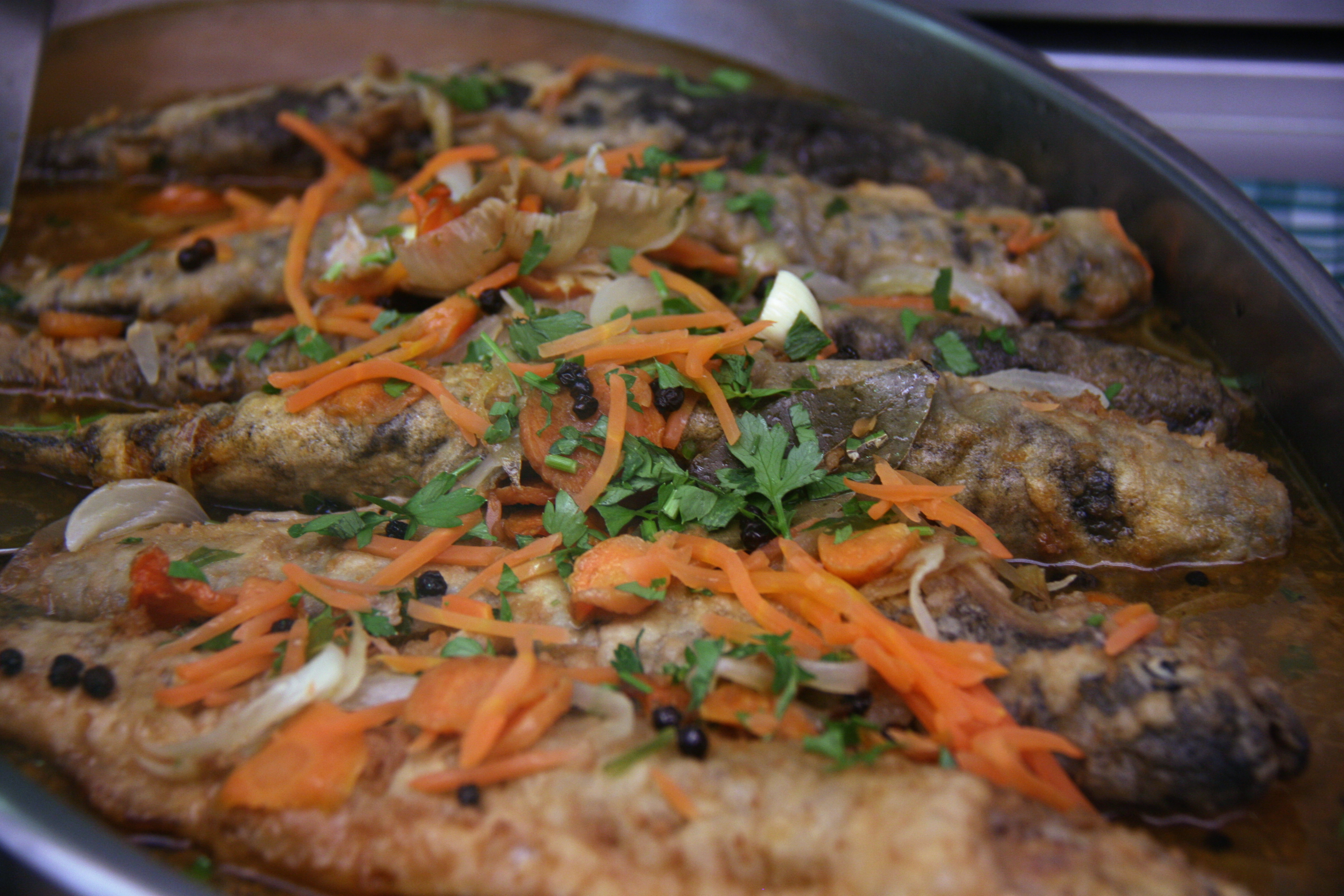
Existe en León una gran predilección por las truchas (trucha en escabeche).

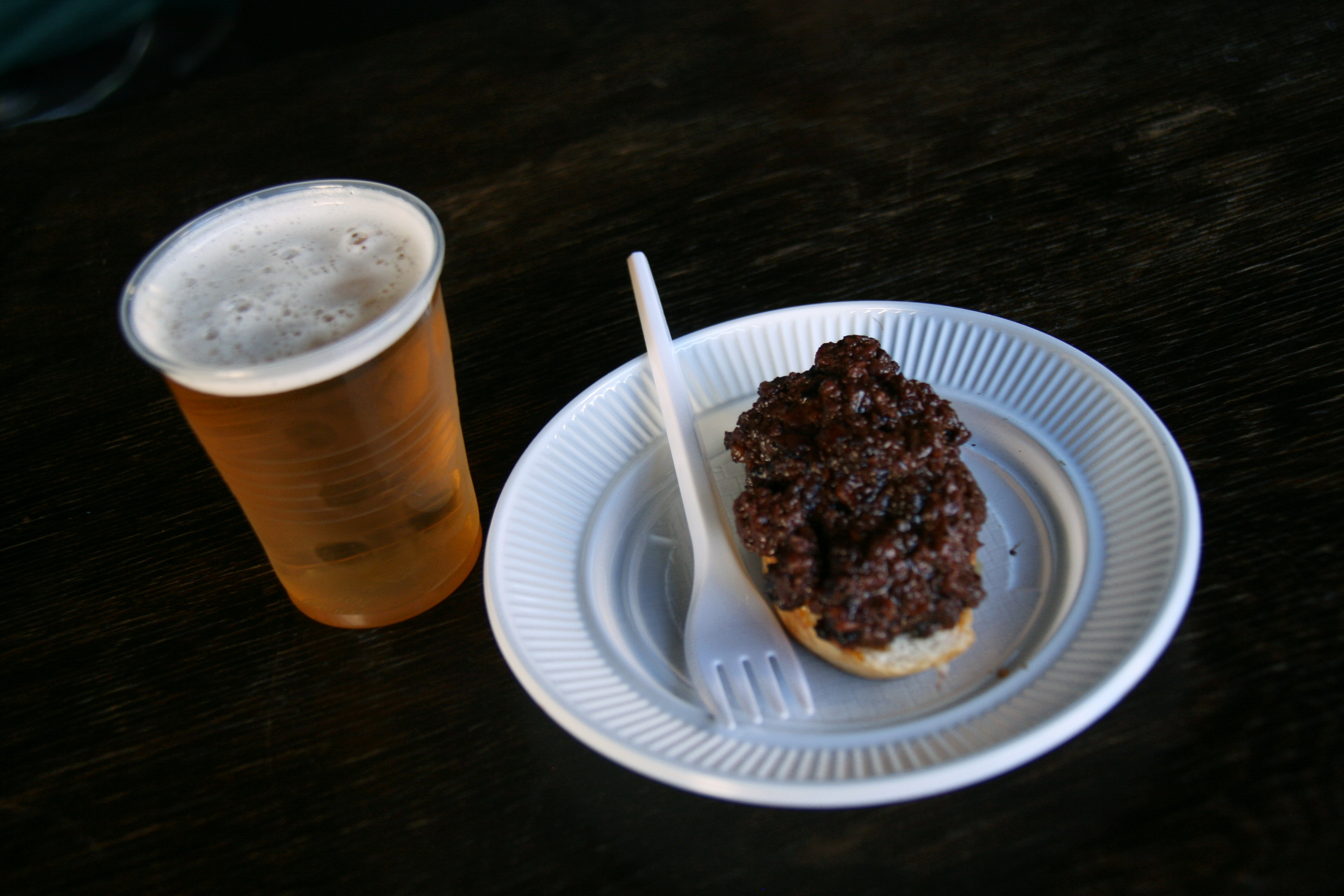
Morcilla de león servida sobre una tosta en una tapa.

La gastronomía de la provincia de León es el conjunto de platos, preparaciones y costumbres culinarias de la provincia de León (España). La provincia posee fuertes contrastes geográficos, desde las regiones montañosas del norte que tocan la cordillera cantábrica hasta el páramo leonés. Posee zonas de variada riqueza agrícola y con personalidad propia como son, por ejemplo El Bierzo y La Cabrera. Tierra donde el cerdo produce numerosas variantes de chacinería. La provincia posee una fuerte personalidad en la preparación de algunos platos, no es de extrañar que muchas de las preparaciones y alimentos posean el localismo "de León", como por ejemplo: morcilla de León, cecina de León, o el chorizo de León.
Existen en la provincia dos cocinas bien diferenciadas. La cocina leonesa se ve muy influenciada por las cocina asturiana y gallega (un ejemplo es la cachelada leonesa o patatas cocidas con chorizo, o el mismo lacón con grelos que puede verse por estas tierras leonesas). Asimismo. la zona comprendida por Astorga, la cocina maragata, se caracteriza por platos cargados, uno de sus exponentes es el cocido maragato.

## Historia
La provincia se ocupó como campamento militar romano de la Legio VI Victrix hacia 29 a. C., su carácter de ciudad campamental se consolidó con el asentamiento definitivo de la Legio VII Gemina a partir del año 74. Formó parte del Reino de León, si bien ya desde la Baja Edad Media la ciudad dejó de tener la importancia de antaño, en parte debido a la pérdida de su independencia tras la integración de la Corona leonesa en la Corona castellana, definitiva desde 1230.
El escritor y gastrónomo francés Alexandre Dumas dejó constancia escrita de lo que era la cocina leonesa en el siglo XIX.

## Ingredientes
Los ingredientes que posee la provincia son variados debido al fuerte contraste de su orografía y diversos climas que se encuentra en su territorio. De esta forma los pastos dan posibilidad a una ganadería vacuna y lanar abundante. Mientras que los páramos ofrecen la posibilidad de cultivos agrícolas diversos. Entre los quesos cabe destacar los de leche de cabra de Valdeteja, Babia y Pola de Gordón. Son igualmente famosos en la provincia el queso de vaca de León (de producción muy limitada), el Queso de La Armada (de producción artesanal). De todos ellos el más afamado es el de Valdeón.

### Carnes
El cerdo y su sacrificio ofrecen diversos ingredientes famosos a lo largo de la provincia que trascienden a nivel nacional. Tal es el caso de sus embutidos. La morcilla de cebolla posee en la provincia un nombre propio: morcilla de León. Los botillos o androllas del Bierzo son embutidos elaborados con los huesos adobados del cerdo y curados al humo. El jamón de Villamanín, las salchichas de Trobajo del Camino.  En el terreno de las cecinas cabe destacar la cecina de León, siendo conocida igualmente la cecina de chivo (conocida como «cecina de Dios nos libre»). La ganadería proporciona diversas fuentes de carne de vacuno, uno de los platos más curiosos es el Batallón de Valencia de Don Juan, así como los callos a la leonesa. Entre la cordero y por influencia castellana se prepara el cordero asado al modo de Sahagún, de Tierra de Campos y de Valderas. Se prepara igualmente con las asaduras del cordero la chanfaina. Las reservas de caza mayor de los Montes de León proporcionan jabalíes

### Pescados
La provincia posee casi tres mil kilómetros de ríos donde la pesca fluvial produce variedades de truchas y salmón. Las truchas se preparan, guisadas, escabechadas, asadas, en sopas, con características propias en cada comarca de la provincia. Existen incluso tarta de truchas. La popularidad llega a celebrar la Semana Internacional de la Trucha. Los cangrejos de río proporcionan platos como la sopa leonesa de cangrejos. Por influencia de la cocina gallega puede verse en algunas zonas de la provincia el pulpo a la gallega, o las empanadas con su variante denominada empanada de batallón (o empanada berciana). Las ancas de rana suelen participar en algunos platos como tortilla (tortilla de ancas de rana) de La Bañeza.  De los platos de bacalao en salazón se tiene el maragato bacalao al ajoarriero, plato de ventas y mesones.

### Verduras y hortalizas

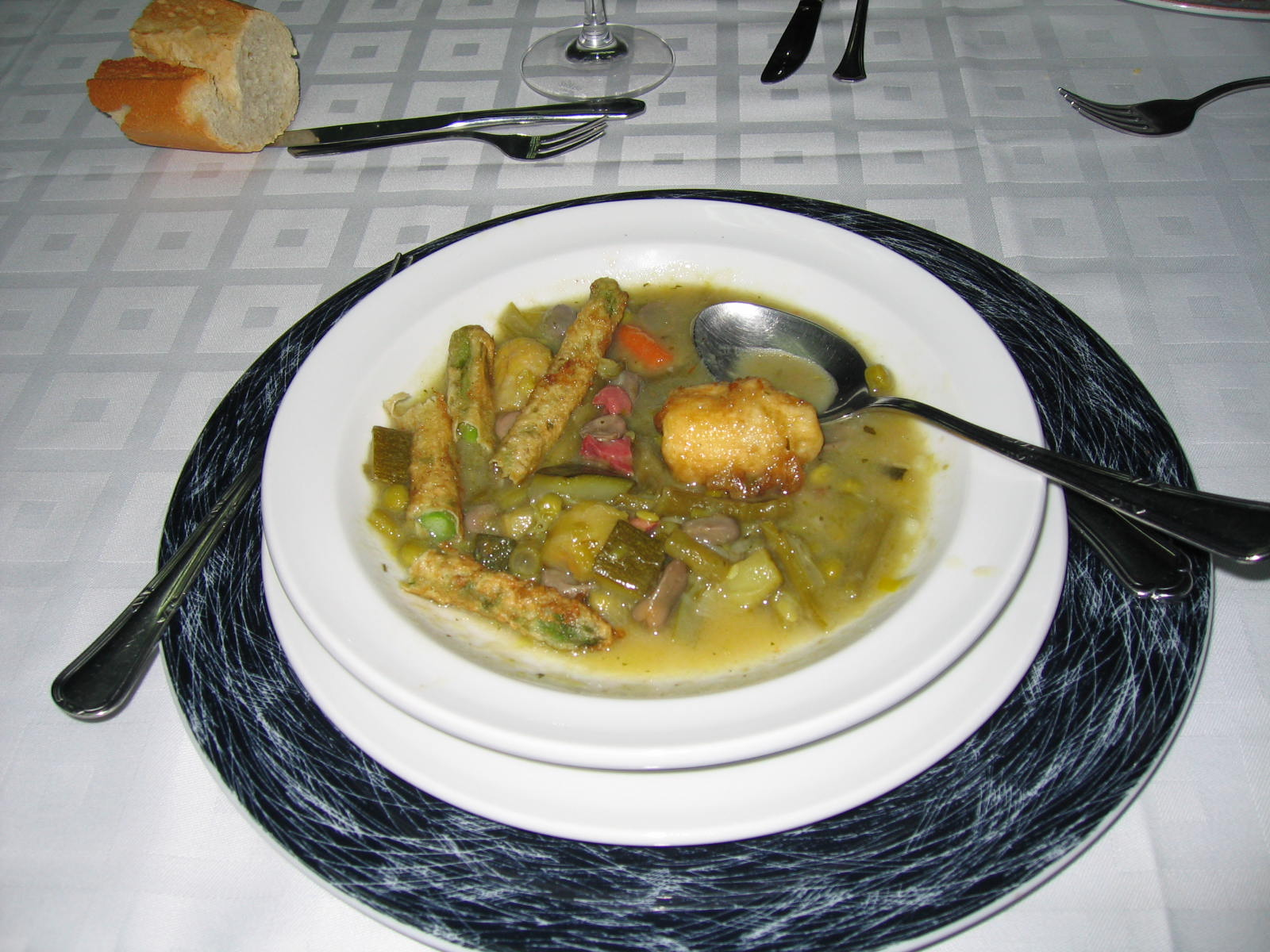
Una menestra en su plato.

En el terreno de las hortalizas cabe destacar el empleo de legumbres. Ejemplos de ellas son: las lentejas de Babia (preparadas como lentejas con chorizo), las alubias, que en 2006 obtuvieron la Indicación Geográfica Protegida (IGP) de La Bañeza-León, la pinta de León, la 'palmeña jaspeada, la blanca redonda, la cuarentena, etc. Algunas de ellas proporcionan platos característicos de la provincia como es el conocido cocido maragato, al igual que la olla berciana. En el terreno de las hortalizas se tienen los pimiento de El Bierzo (bajo la Indicación Geográfica Protegida de “Pimiento asado del Bierzo”) es un pimiento rojo y algo picante, así como el pimiento de Fresno, que se produce en las tierras del sur de la provincia así como del norte de Zamora. Los pimientos de Ponferrada se incluyen en las famosas empanadas de batallón. Otros productos hortícolas son los fríjoles de Curueño, el puerro de Sahagún con Marca de Garantía. En algunas preparaciones de carne o pescado intervienen verduras y hortalizas, tal es el caso de los botillos que se suelen cocer junto con col o berzas o del cocido, en el que los garbanzos se sirven con berza. Otras son sólo verduras como la menestra de Riaño.
De las hayas se suelen aprovechas las bayas denominadas hayucos, se suelen tostar al fuego. En el terreno de las frutas cabe destacar las peras, existe una variedad denominada «muslo de dama», las manzanas, los arándanos y las cerezas del Bierzo.

## Repostería
Entre las preparaciones de repostería leonesa, se encuentran: 
- Los Amarguillos y las Galletas de hierro de Sahagún.
- Los Hojaldres de Astorga.
- Los Imperiales de La Bañeza.
- Los Lazos de San Guillermo de Cistierna.
- Las Mantecadas de Astorga.
- Los Nicanores de Boñar.
- La Tarta de trucha de Boñar.
- Las Yemas de La Bañeza.
- Los Merles de Astorga (masa de hojaldre rellena de crema y cubierta de azúcar tostado).
- El Mazapán de Babia (no lleva almendra sino yema de huevo).
- Las Orejas (típicas en carnaval).
- El chocolate a la taza.
- Las frutas en almíbar.
- El higo imperial.
- Las rosquillas de anís.
- Los frixuelos

## Vinos

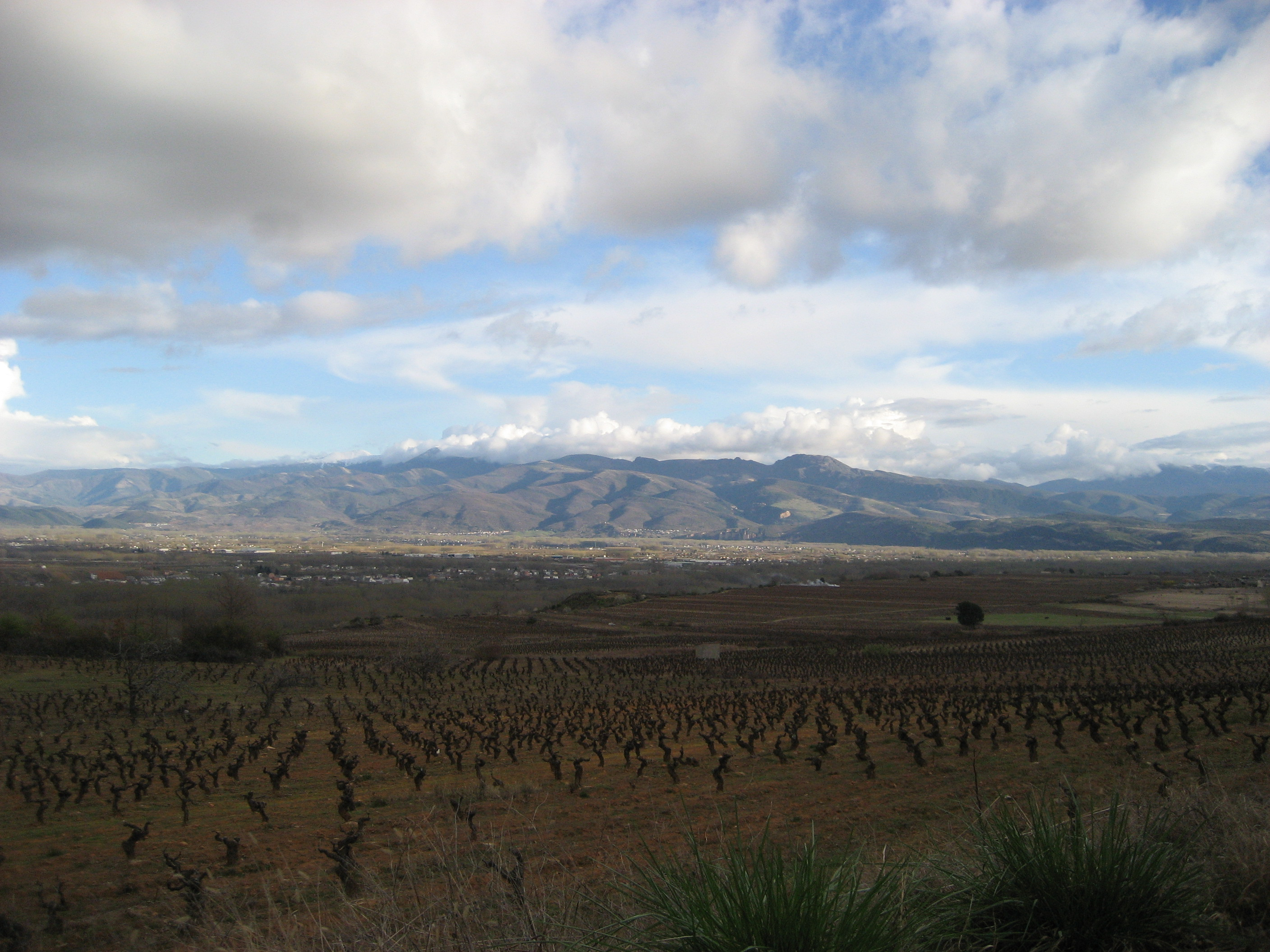
Viñedos berciano.

Los vinos de León son conocidos. Los más afamados son los del Bierzo y Tierra de León. De estos vinos se prepara la limonada leonesa, coctel de vino, frutas y especias, que es tradicional en Semana Santa. Al acto de tomar limonadas se denomina matar judíos.